# Liste der geschützten Landschaftsbestandteile im Landkreis Dingolfing-Landau
Im Landkreis Dingolfing-Landau gab es im Februar 2023 insgesamt 3 ausgewiesene geschützte Landschaftsbestandteile.

## Geschützte Landschaftsbestandteile
| Bahndamm Griesbach                             | BW | LB-00502 | Reisbach, Mamming | ⊙ | 11,1 |  |
| Baumbestand beim Bahnhof Wallersdorf           |    | LB-00490 | Wallersdorf       | ⊙ | 0,53 |  |
| Zwei Baumgruppen im Friedhof Mamming           | BW | LB-00516 | Mamming           | ⊙ |      |  |
| Legende für Geschützter Landschaftsbestandteil |    |          |                   |   |      |  |